# 郝伟
郝伟（1976年12月27日—），中国前职业足球运动员，主要司职右边后卫，前中超球队山东泰山主教练。

## 职业生涯

### 青年队
- 1990年进入山东青年队。
- 1993年进入健力宝青年队，远赴巴西留学。
- 1997年曾与李铁、张效瑞等其他五名球员一起被召回中国临时进入国家队大名单，被称为“六小天鹅”，但是他随后又与李玮锋一起被派回了巴西，并没有直接进入国家队。
- 1998年健力宝青年队回国解散后，郝伟进入山东鲁能泰山，但是此后长期受伤病困扰，曾数次进行手术。

### 俱乐部
- 1998年进入山东鲁能泰山，并在甲A联赛中逐渐获得出场机会。
- 1999年开始担任主力右边后卫，与王超、舒畅、李明以及守门员萨沙组成的后防线在联赛中仅丢13球，帮助山东鲁能泰山夺取甲A联赛和足协杯的双冠王。
- 2001年由于家庭原因，郝伟被俱乐部处罚，随后的几年里先后辗转加盟陕西国力、北京国安等球队。
- 2007年加盟长沙金德，兼任助理教练，赛季中期宣布退役。

## 教练生涯
2009年10月，在主场0-1不敌保级对手之一成都谢菲联后，长沙金德决定朱波不再担任球队主教练一职，原助理教练郝伟任球队主教练，带队完成本赛季剩余的4场比赛。
2010年6月，在球队进入间隙期后，郝伟主动向俱乐部提出另外聘请一名高水平教练来担任长沙金德队的主教练并且很快选定了来自塞尔维亚的耶基奇出任主教练，同时郝伟改任球队中方教练组组长。
2010年，郝伟跟随李霄鹏开始成为中国女足的助理教练，中国女足在伦敦奥运会亚洲区预赛中出局后李霄鹏辞职，中国足协原本希望聘用外籍主教练，但最终选择由郝伟担任中国女足代理主教练。
2017年1月1日，任山东鲁能泰山中方教练组组长，年底出任技术总监，兼任主教练助理职务。。2019年，因国奥队成绩不佳，郝伟被征召为执行主教练，取代希丁克，但国奥队最终仍无缘东京奥运会。
2020年10月5日，因李霄鹏辞职，郝伟接任山东鲁能泰山主教练一职，并带队赢得足协杯冠军，成为中国第一个以球员和主帅双重身份夺得足协杯冠军的人。
2023年4月中旬，因为在任内违规收受他人财物的事情东窗事发，从而被辽宁警方采取刑事强制措施。5月11日，郝伟因涉嫌非国家工作人员受贿罪被移送检察机关审查起诉。

## 个人
郝伟的出生年份曾经因为一次家庭纠纷而成为媒体焦点，也成为外界质疑中国足球篡改年龄的重要根据之一。